# 琴沖華凜
琴沖華凜（日语：琴沖華凛，1996年7月22日—），日本AV女優。所屬事務所是ライフプロモーション。

## 個人簡歷
2015年12月以蘿莉系AV女優身分出道。
興趣是料理和外出旅行，擅長跳舞。